# Baileyton (Alabama)
Baileyton – miasto w Stanach Zjednoczonych, w stanie Alabama, w hrabstwie Cullman. W roku 2023 miasto zamieszkiwały 683 osoby, a gęstość zaludnienia wynosiła 49,5 osoby/km².